# Cleora bowesi
Cleora bowesi là một loài bướm đêm trong họ Geometridae.